# FriendFeed
FriendFeed è stato un social network che consentiva l'aggregazione in tempo reale degli aggiornamenti provenienti da reti sociali, blog, tumblelog e più in generale da qualsiasi servizio che renda disponibili i propri contenuti tramite feed RSS o Atom.

## Descrizione
Per le reti sociali e le piattaforme blog più diffuse, FriendFeed si appoggiava tipicamente alle rispettive API. È questo il caso di Twitter, Facebook, Wordpress.com, Blogger, Flickr, MySpace e di numerosi altri servizi i cui aggiornamenti venivano recuperati identificandosi come titolari del contenuto. Per facilitare questa operazione gli sviluppatori di FriendFeed avevano anche creato un protocollo di comunicazione denominato Simple Update Protocol che facilitava il recupero degli aggiornamenti riducendo al tempo stesso il carico di lavoro dei server.
Scopo di FriendFeed era la creazione di un flusso di informazioni unico che riunisse le molteplici attività di uno stesso utente in rete. Inoltre, FriendFeed offriva la possibilità di inserire contenuti aggiuntivi autonomi, di commentare i post di altri utenti e di creare una rete sociale con gli altri iscritti al sito.
FriendFeed era disponibile in cinese semplificato, francese, giapponese, inglese, italiano, russo, spagnolo, tedesco e turco. Il flusso di informazioni generato da FriendFeed poteva a sua volta essere integrato in altri social network e redistribuito tramite feed. Gli aggiornamenti pubblicati su FriendFeed potevano anche essere postati automaticamente su Twitter.
FriendFeed fu lanciato nell'ottobre del 2007. Il suo sviluppo era opera di un gruppo di ex dipendenti Google, tra cui Paul Buchheit, Jim Norris, Sanjeev Singh e Bret Taylor. La sede della società era a Mountain View in California.
Il 10 agosto 2009 fu annunciata l'acquisizione di FriendFeed per opera di Facebook, per 15 milioni di dollari in contanti e 32,5 milioni di dollari in azioni Facebook. A partire dall'annuncio dell'acquisto da parte di Facebook fu, in pratica, interrotto lo sviluppo del social network e, in alcuni casi, anche la manutenzione, e ne fu interrotta l'integrazione con Twitter; ciò spinse l'utenza a utilizzarlo come un vero e proprio social network autonomo. Negli ultimi periodi gli utenti di FriendFeed erano prevalentemente italiani e turchi.
Il 9 marzo 2015 un post di Benjamin Golub annunciava l'imminente chiusura del servizio, il successivo 9 aprile.
Il 10 aprile 2015, con un giorno di ritardo rispetto a quanto annunciato, il servizio web fu definitivamente spento e il traffico rediretto sulla pagina del blog blog.friendfeed.com.